# Сенахериб
Сенахериб или Сенахирим је био краљ Асирије (705. п. н. е. до 681. п. н. е.). Син је краља Саргона II, кога је наследио на престолу.

## Успон на власт
Као престолонаследник, Сенахериб је већ током власти свога оца заповедао војним походима. Сенахерибова власт је више обележена градитељским пројектима. Након насилне смрт Саргона II, Сенахериб је имао проблема да успостави власт. Престоницу је преместио из Дур Шарукина у Ниниву.

## Рат са Вавилоном
Током власти имао је разних проблема са Вавилоном. Први поход је предузео 703. п. н. е. против Халдејца Меродах Баладана II који је заузео Вавилон и сакупио подршку Халдејаца, Арамејаца и Елама. Савезници су били и у дипломатској мисији у Јудеји, настојећи искористити немире. Сенахериб је успешно победио побуњенике, заузео је Вавилон, опљачкао палату, али није наудио становништву, Меродах Баладан II је побегао. Након тога збрисане су побуњеничке снаге и у другим вавилонским градовима и на трон Вавилона поставио је Вавилонца Бел Ибнија, који је одрастао на асиријском двору. 
Када су се Асирци повукли, поново је Меродах Баладан II започео са припремом нове побуне. Асиријска војска се вратила 700. п. н. е. и борила се са побуњеницима у мочварама. Меродах Баладан II је поново побегао у Елам, где је и умро. Показало се да је Бел Ибнија издајник, па је Сенахериб за вавилонски трон морао потражити некога лојалног Асирији, па је поставио свога сина. 
Сенахериб је 694. п. н. е. предводио поход против Елама. Користио је феничанске и сиријске лађе. Феничани нису били навикли на Персијски залив, па су изазвали закашњење. Асиријска војска је победила Халдејце у бици током првог дана. За то време војска Елама је извршила инвазију северне Вавилоније. Заробили су Сенахерибовог сина и одвели га у Елам, а преузели су и трон Вавилона. Асиријска војска се на путу натраг борила у многим биткама и освајала градове. Тако су заузели и Нипур. 
Због губитка сина Сенахериб је кренуо у осветнички поход на Елам и ту су пљачкали бројне градове. Краљ Елама је побегао у планине, али долазак зиме је означио прекид похода и Сенахериб се вратио кући. Поново је Елам подржавао једног побуњеника Мушезиб Мардука. После велике битке без победника 691. п. н. е. Мушезиб Мардук је две године остао на власти у Вавилону. 
Сенахериб је опседао Вавилон и заузео га је 689. п. н. е. Сенахериб је тада уништио Вавилон.

## Рат са Јудејом
Побуна у Јудеји избила је 701. п. н. е., а предводио ју је Језекија. Сенахериб је освојио многе градове Јудеје. Опседао је и Јерусалим, али није га заузео. Тај чувени догађај описан је у Библији, од стране Херодота и од стране самог Сенахериба.
Према Библији опсада је пропала када је анђео Господњи изишао и побио 185.000 асирских војника.
Асиријски извори тај догађај нису сматрали катастрофом, него великом победом, али нису рекли коначни исход. Асиријски извори тврде да је опсада била успешна и да је краљ Јудеје Језекија био присиљен да плаћа данак. Што се стварно десило предмет је дебате многих историчара.

## Рат са Јудејом, Сенахерибов опис
Сенахериб је описао неколико победа и освајање неколико градова (Велики и Мали Сидон, Ушу, Ако и други). Након заузимања градова поставио је вазалног вођу, као владара над освојеним подручјем. После тога још је пало неколико градова.
Египат и Нубија су дошли да помогну, али Сенахериб их је победио. Заузео је и опљачкао неколико градова укључујући Лахиш, који је био други град по јачини утврда у Јудеји. Поставио је и ту вазалног владара.
После тога окренуо се према Језекији, краљу Јудеје. Језекија је одбијао да му се покори. Сенахериб је заузео 46 Језекијиних градова, али Јерусалим није пао. Према његовом опису у Тејлоровој призми:
Пошто Језекија, краљ Јудеје није хтео да се покори кренуо сам против њега, и снагом оружја и моћи ја сам заузео 46 његових добро утврђених градова, а малих градова расејаних около ја сам заузео и опљачкао безброј. са тих места ја сам одвео 200.156 особа, младих и старих, мушких и женских, заједно са коњима и мулама, воловима,  камиламаи и овцама, безброј тога. Језекија се затворио у Јерусалиму, његовој престолници, као прица у кавезу, градећи торњеве око града и подижући брда земље крај врата, као да спречи свој бег... Онда се Језекија препао снаге мог оружја, па ми је послао поглаваре јерусалима са 30 талената злата и 800 талената сребра и разног другог блага, богат и огроман плен... Све те ствари су довезене у Ниниву, седиште моје власти.

## Рат са Јудејом, библијски опис
Библијски опис Сенахерибове опсаде Јерусалима започиње са описом уништења Северне краљевине Израела и Самарије као главног града. Тако је десет северних племена постало познато као Десет изгубљених племена. У Другој књизи о царевима 17 описано је како су након освајања Самарије расељени по Асирији, а на та места су доведени други народи.
У Другој књизи о царевима 18 и 19 глава описује се Сенахерибов (Сенахирим) напад на Јудеју и Јерусалим. Језекија се побунио против Асираца, а они су заузели све градове у Јудеји. Језекија је уочио грешку па је Сенахерубу послао велики данак, у сваком случају данак, који се спомиње и у Тејлоровој призми. Асиријска војска је ипак кренула на Јерусалим. Сенахериб је послао главног војног команданта да опседа Јерусалим, а сам је кренуо у битку против египатске војске. Врховни командант се срео са Језекијиним представницима и претио им је ако се не предају и при томе је погрдно говорио о Јудеји и њиховом богу. Говорио је да никакви богови нису спасили остале градове Јудеје од асирске моћи.
Када је Језекија за то чуо обукао се у костријет и молио се богу. Пророк Исаија рекао је краљу да ће се бог о свему побринути, да ће се Сенахериб вратити у своју земљу и да ће у својој земљи од мача погинути. Преко ноћи спустио се анђео господњи и побио је 185.000 асирских војника око Јерусалима. Сенахериб се убрзо вратио у Ниниву. Неколико година касније убила су га два његова сина, док се клањао богу Нисроку. Синови су му побегли у Арарат, а краљевином је завладао Асархадон.

## Грађевински подухвати
За време Сенахерибове власти Нинива је постала највећи град царства. Његови градитељски потхвати су почели чим је постао краљ. Око 703. п. н. е. саградио је палату са парком и са наводњавањем. За тај пројект срушио је стару палату да би направио више простора за нову. Поставио је нове улице и тргове и изградио је чувену палату без премца, чије су димензије биле 210 са 200 метара. Састојала се од 80 соба. У палати су нађене многе таблице. Главна врата су имала скулптуре бикова-људи као заштитнике. Поред својих великих башта направио је и низ мањих башта за грађане Ниниве. Изградио је и први акведукт на свету у Јервану 690. п. н. е. и одатле је снабдевао Ниниву. 
Уске алеје и тргови Ниниве су срушени и направљени су већи тргови и краљевска авенија.